# Last Survivors
Last Survivors ist ein Science-Fiction-Thriller von Drew Mylrea, der im Oktober 2021 beim Frightfest erstmals gezeigt wurde und am 4. Februar 2022 in die US-Kinos kam.

## Handlung
In einer postapokalyptischen Welt leben Troy und sein erwachsener Sohn Jake in einer abgelegenen Hütte fernab der Zivilisation. Als Troy von einem Fremden verletzt wird, muss sich Jake in die Außenwelt begeben, um lebensrettende Medikamente zu besorgen. Troy hat ihm befohlen, jeden zu töten, dem er begegnet. Jake ignoriert die Anweisung seines Vaters und lässt sich auf eine Frau namens Henrietta ein.
Er schleicht sich in ihr Haus, findet die benötigten Medikamente und kehrt zur Hütte zurück.
Jake versteckt einige Lebensmittel, um seinen Vater glauben zu lassen, dass weniger vorhanden ist, als sie tatsächlich haben, damit er eine Ausrede hat, um auf die Jagd gehen zu können. Dabei kehrt er zum Haus von Henrietta zurück. Im Laufe der Gespräche mit ihr wird klar, dass es kein allgemeines apokalyptisches Ereignis gegeben hat.
Jake wird misstrauisch gegenüber Troy und zweifelt an seinen Schilderungen über den Zustand der Außenwelt.

## Produktion

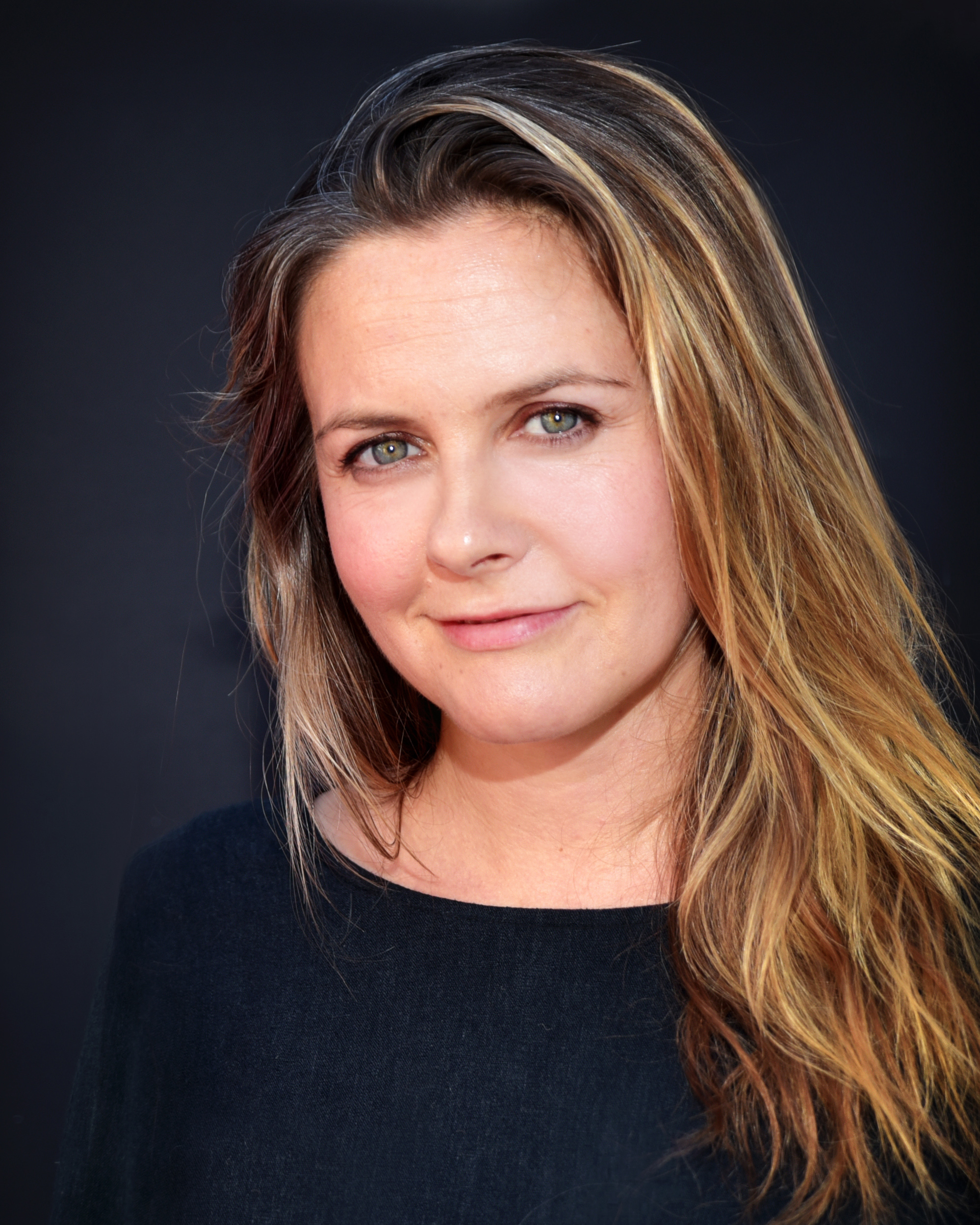
Alicia Silverstone spielt Henrietta

Regie führte Drew Mylrea. Das Drehbuch schrieb Josh Janowicz. Der auch als Regisseur und Schauspieler tätige Janowicz wirkte an 3 Engel für Charlie – Volle Power von 2003, The Chumscrubber von 2005 und bei Perfect Human von 2019 als Regisseur mit.
Stephen Moyer spielt Troy, Drew Van Acker seinen Sohn Jake. Alicia Silverstone ist in der Rolle von Henrietta zu sehen.
Die Dreharbeiten fanden zur Zeit der Coronavirus-Pandemie in der Wildnis von Montana statt.
Die Filmmusik komponierte David Deutsch. Weitere Songs steuerte die Singer-Songwriterin Baker Grace bei. Anfang Februar 2022 wurden die vier Musikstücke des Soundtrack-Albums im Extended Play von Riveting Music als Download veröffentlicht.
Eine erste Vorstellung des Films erfolgte im Oktober 2021 beim Frightfest. Anfang November 2021 wurde er beim Leeds International Film Festival gezeigt. Der Start in ausgewählten US-Kinos erfolgte am 4. Februar 2022.

## Rezeption
Von den bei Rotten Tomatoes aufgeführten Kritiken sind 75 Prozent positiv.